# 宮台康平
宮台 康平（みやだい こうへい、1995年7月1日 - ）は、神奈川県横浜市戸塚区出身の元プロ野球選手（投手）。左投左打。

## 経歴

### プロ入り前
実父の勧めから、横浜市立戸塚小学校3年時に地元チームの「戸塚ACF Hawks」で軟式野球を始めると、横浜市立戸塚中学校への進学後に校内の軟式野球部でプレー。神奈川県立湘南高等学校での2年時までは、投手と外野手を兼務していた。当時のエースが故障で戦線を離れたことを機に投手へ専念すると、秋には神奈川県選抜チームの一員としてスリランカへ遠征した。
湘南高校の硬式野球部は、2021年までの時点で、神奈川県立の高校としては唯一全国高等学校野球選手権大会で優勝した経験を持つ。宮台の在学中には春の選抜高等学校野球大会を含めて全国大会への出場に至らなかったものの、3年時には、春の県大会でチームを準々決勝進出に導いた。
2014年に東京大学文科一類へ入学すると、東京六大学野球リーグの一角を為す硬式野球部に入部。3年時からは、学内の進路振り分けで法学部に籍を置いた。

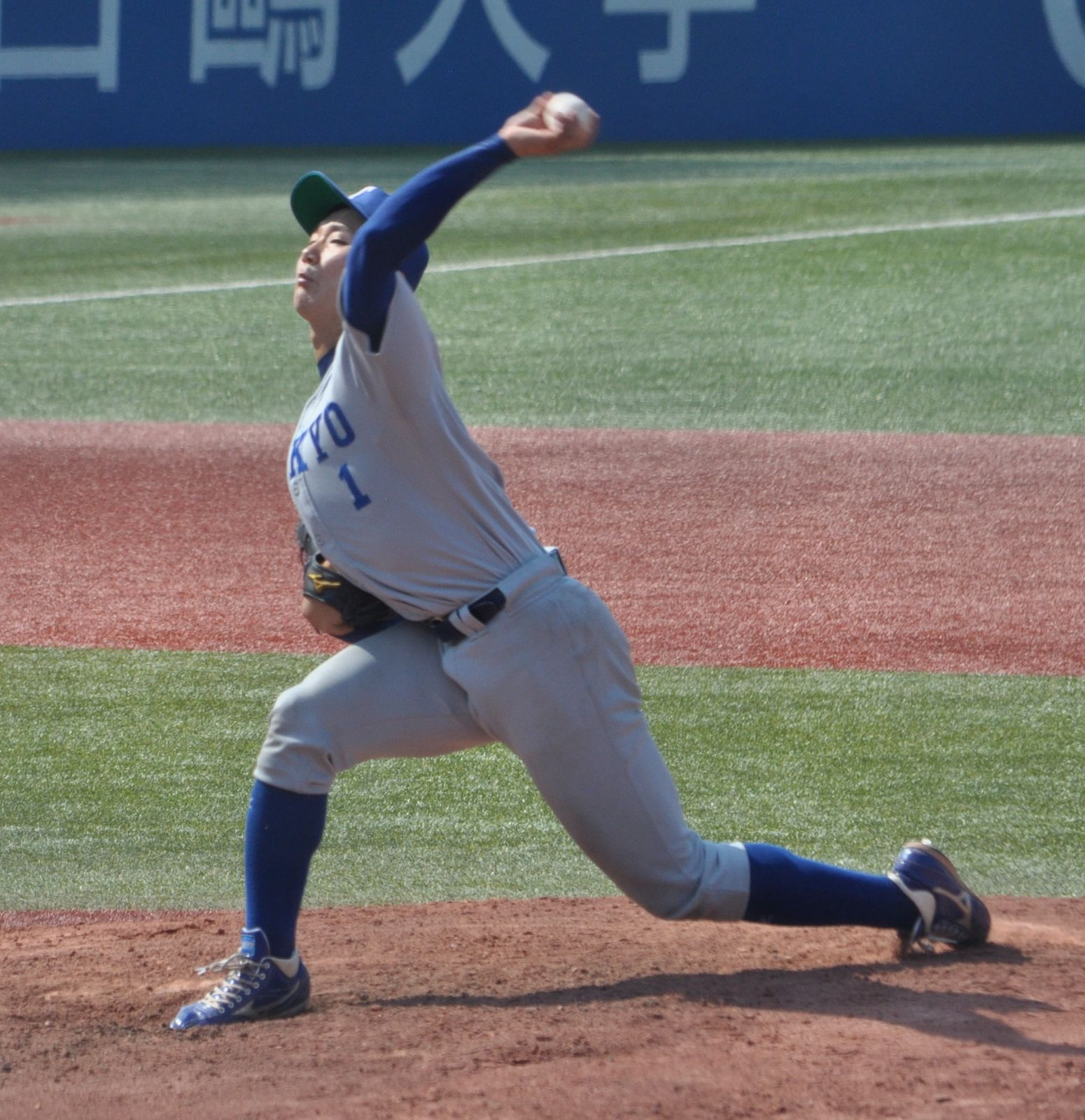
東京大学時代
（2017年5月20日、明治神宮野球場にて

東京六大学野球のリーグ戦には、1年時から救援で登板。1学年先輩の喜入友浩捕手とバッテリーを組んでいた。3年時（2016年）の春季には、早稲田大学との開幕戦に先発すると毎回奪三振を記録。奪三振の総数は13で、1946年の秋季に山崎諭が樹立した1試合最多奪三振（12）の学内記録を70年ぶりに塗り替えた。さらに、その年の日米大学野球選手権大会では大学日本代表チームに選出された。東京大学からの選出は、大越健介以来33年振り2人目である。最後のシーズンであった4年時（2017年）の秋季リーグ戦では、法政大学との第1戦で完投勝利を収めると、第2戦でも救援登板でチーム15年（30シーズン）ぶりの勝ち点獲得に貢献。連勝による獲得は、1997年春の同カード以来20年（39シーズン）ぶりであった。
東京六大学野球のリーグ戦では、通算38試合に登板。6勝13敗、防御率4.26、123奪三振という成績で、4年時（2017年）の秋に日本学生野球協会へプロ志望届を提出したところ、NPBドラフト会議で、北海道日本ハムファイターズから7巡目で指名された。東京大学の選手としては2004年に松家卓弘が横浜DeNAベイスターズ（当時）以来13年ぶりで、指名を受けて東京大学内で臨んだ記者会見には、卒業後にアナウンサーとしてTBSテレビへ入社していた喜入から質問と激励を受ける一幕があった。結局、契約金2500万円、年俸700万円（金額は推定）という条件で支配下登録選手として入団した。背番号は52で、東京大学からドラフト会議での指名を経て日本ハムに入団した選手は、1999年の7巡目指名を経て2000年に入団した遠藤良平ゼネラルマネジャー補佐（現役時代は左投手で2001年までプレー）以来2人目であった。

### 日本ハム時代
2018年、8月23日の対福岡ソフトバンクホークス戦（東京ドーム）で、先発投手として一軍公式戦にデビュー。東京大学出身の投手としては1967年の井手峻（中日ドラゴンズ）以来51年ぶりの先発登板で、4回2/3を投げたものの、4被安打6与四死球2失点という内容で勝敗は付かなかった。さらに、試合中に右の股関節を痛めたため、この試合以降は二軍で患部のリハビリに専念。二軍のイースタン・リーグ公式戦では、12試合の登板で、3勝1敗、防御率4.97を記録した。
2019年、イースタン・リーグ公式戦で、先発を中心に17試合へ登板。4勝3敗1セーブ、防御率4.60という成績を挙げたが、一軍への昇格は見送られた。
2020年、イースタン・リーグ公式戦14試合の登板で0勝4敗、防御率7.71という成績に終わったため、シーズン終了後の11月25日に球団から支配下選手契約の解除と育成選手としての再契約を打診された。しかし、支配下登録選手として他球団と契約することを視野に打診を固辞。遠藤と同じく、一軍公式戦へ1試合に登板しただけで日本ハムでの選手生活を終えた。
なお、2020年12月2日付で日本野球機構（NPB）から自由契約選手として公示されたことを受けて、12月7日には12球団合同トライアウトに参加。東京六大学野球のリーグ戦で慣れ親しんだ明治神宮野球場のマウンドから、一軍公式戦未経験で対戦した全3選手（堀内汰門・小山翔平・中村和希）から三振を奪った。シートバッティング方式ながら3者連続で三振を奪ったことから、トライアウトの終了後には、東京ヤクルトスワローズを初めとする数球団が支配下登録選手としての獲得を検討。日本ハムからも、育成選手としての再契約を改めて打診された。

### ヤクルト時代
2020年12月23日に、神宮球場を本拠地に使用するヤクルトが、支配下登録選手として宮台と正式に契約したことを発表した。東京大学出身の選手がヤクルトへ入団した事例は初めてで、推定年俸は600万円、背番号は68。宮台の移籍によって、2021年シーズンには、東京六大学野球リーグに参加する全大学の出身選手が支配下登録選手に名を連ねることになった。
2021年、イースタン・リーグ公式戦27試合に登板すると、1勝1敗1セーブながら、防御率2.13という好成績を記録。一軍にはレギュラーシーズン中に2度昇格したものの、いずれも公式戦への登板までに至らなかった。その一方で、10月27日のみやざきフェニックス・リーグでは、6投手の継投による対中日戦でのノーヒットノーラン達成に3番手投手として貢献。リーグ終了後の12月10日には、支配下登録選手として契約を更改したことが球団から発表された。
2022年も二軍で中継ぎとして登板を重ねると、奪三振率が飛躍的に向上した。7月に入り、チーム内で新型コロナウイルスのクラスターが発生したため、特例2022の適用により7月12日に一軍昇格した。7月14日の中日戦（バンテリンドーム ナゴヤ）で4年ぶりに一軍登板。8回裏に3番手で登板し、1回を三者凡退に抑えた。続いて17日のDeNA戦（横浜スタジアム）にも救援で5回から登板し、1イニングは無失点で抑えながらも、回またぎの6回に1アウトしかとれずに連打や暴投で5失点を喫して降板した。翌日に登録を抹消された。
10月28日に現役引退を発表。ヤクルト球団側は来季も宮台と選手契約を結ぶ予定だったが、宮台本人から引退の申し出があったため引退を受理した。

### 現役引退後
現役引退後は弁護士の資格取得を目指す。2022年12月よりTMI総合法律事務所に勤務しながら勉強をしており、ロー・スクールも受験する予定としていた。2024年1月10日、母校である東大法科大学院に合格したと発表された。

## 人物
性格はすべてにおいて真っ直ぐで、自分で決めたことを真っ直ぐにやり続ける。また、自分にも仲間にもストイックで、座右の銘は、「最も困難な道に挑戦せよ」。野球と勉強の両方でトップを目指すことを目標としてきた。代表に選出された日米大学野球では、大会期間中もポケット六法を持ち込み、宿舎の部屋にこもって「民法第二部」の勉強に励んでいた。
趣味は温泉。

## 選手としての特徴
投球フォームはスリークォーター。ストレートは大学生の時に最速150km/hを計測した。変化球はスライダー・チェンジアップを持つ。2022年に二軍でリリーフとして自己最速155km/hを計測した。

## 詳細情報

### 年度別投手成績
| 年 度     | 球 団     | 登 板 | 先 発 | 完 投 | 完 封 | 無 四 球 | 勝 利 | 敗 戦 | セ 丨 ブ | ホ 丨 ル ド | 勝 率 | 打 者 | 投 球 回 | 被 安 打 | 被 本 塁 打 | 与 四 球 | 敬 遠 | 与 死 球 | 奪 三 振 | 暴 投 | ボ 丨 ク | 失 点 | 自 責 点 | 防 御 率 | W H I P |
| --------- | --------- | ----- | ----- | ----- | ----- | -------- | ----- | ----- | -------- | ----------- | ----- | ----- | -------- | -------- | ----------- | -------- | ----- | -------- | -------- | ----- | -------- | ----- | -------- | -------- | ------- |
| 2018      | 日本ハム  | 1     | 1     | 0     | 0     | 0        | 0     | 0     | 0        | 0           | ----  | 24    | 4.2      | 4        | 0           | 4        | 0     | 2        | 3        | 1     | 0        | 2     | 2        | 3.86     | 1.71    |
| 2022      | ヤクルト  | 2     | 0     | 0     | 0     | 0        | 0     | 0     | 0        | 0           | ----  | 12    | 2.1      | 4        | 0           | 1        | 0     | 0        | 4        | 1     | 0        | 5     | 5        | 19.29    | 2.14    |
| 通算：2年 | 通算：2年 | 3     | 1     | 0     | 0     | 0        | 0     | 0     | 0        | 0           | ----  | 36    | 7.0      | 8        | 0           | 5        | 0     | 2        | 7        | 2     | 0        | 7     | 7        | 9.00     | 1.86    |

### 年度別守備成績
| 年 度 | 球 団    | 投手  | 投手  | 投手  | 投手  | 投手  | 投手     |
| 年 度 | 球 団    | 試 合 | 刺 殺 | 補 殺 | 失 策 | 併 殺 | 守 備 率 |
| ----- | -------- | ----- | ----- | ----- | ----- | ----- | -------- |
| 2018  | 日本ハム | 1     | 0     | 0     | 0     | 0     | ----     |
| 2022  | ヤクルト | 2     | 0     | 0     | 0     | 0     | ----     |
| 通算  | 通算     | 3     | 0     | 0     | 0     | 0     | ----     |

### 記録
初記録
- 初登板・初先発登板：2018年8月23日、対福岡ソフトバンクホークス22回戦（東京ドーム）、4回2/3を2失点で勝敗つかず[11][45]
- 初奪三振：同上、1回表に松田宣浩から空振り三振[45]

### 背番号
- 52（2018年 - 2020年）
- 68（2021年 - 2022年）

### 登場曲
- 「Turn Up feat.T-PABLOW,SKY-HI」 KEN THE 390[46]